# 레드 바론 (영화)
《레드 바론》(Der Rote Baron, The Red Baron)은 독일, 영국에서 제작된 니콜라이 뮬러숀 감독의 2008년 액션, 모험, 드라마, 멜로/로맨스, 전쟁 영화이다. 마치아스 슈와바이어퍼 등이 주연으로 출연하였고 댄 매그 등이 제작에 참여하였다.

## 출연

### 주연
- 마치아스 슈와바이어퍼
- 틸 슈바이거
- 레나 헤디
- 조셉 파인즈

### 조연
- 맥심 메멧
- 한노 코플러
- 엑셀 프랄
- 볼커 브루흐
- 잔 블라삭
- 루이제 바흐
- 티노 메위스
- 브라이언 카스피
- 잔 웅어
- 이고르 크멜라
- 라덱 브루너

## 기타
- 공동제작: 필립 슐즈-데일
- 라인프로듀서: 스테판 바스
- 세트: 페트라 클리멕

### 공식
- Official Website 보관됨 2006-08-28 - 웨이백 머신 (flash)
- Red Baron - The movie channel on 유튜브
- The Red Baron 보관됨 2019-07-31 - 웨이백 머신 on Blogger
- Official U.S. Website
- Official Trailer - 유튜브